# Слейдан, Иоганн
Иоганн Слейдан (лат. Sleidanus, собственно Phillipson или Phillipi; 1506[…], Шлайден, Кёльн — 31 октября 1556, Страсбург, метрополия Франции) — немецкий правовед и историк-гуманист.
Родился в 1506 (или 1508) году близ Кёльна, учился в Люттихе, Лувене, Париже и Орлеане. В 1536 году он стал секретарём кардинала дю Белле — министра Франциска I. Кардинал дю Белле выступал за союз между германскими протестантами и Франциском I против императора Карла V и нашёл в Слейдане ревностного помощника. Когда переговоры с предводителями шмалькальденской лиги ни к чему не привели, последний оставил дю Белле и поселился в Страсбурге, продолжая вести политическую переписку с Францией. Он имел обычай снимать копии со всех доступных ему документов, относящихся к Реформации. Филипп Гессенский назначил его историографом Реформации. Первый том его работы был окончен к 1545 году. Тогда же Слейдан ездил в Англию как член французского посольства, и там усердно продолжал собирать материал для своей истории. Страсбург посылал его своим представителем на сеймы во Франкфурте и Вормсе. В Марбурге он исследовал архивы Филиппа Гессенского. В 1551 году Слейдан участвовал в Триентском соборе в качестве представителя Страсбурга, а также имперских городов Эслингена, Равенсбурга, Рейтлингена, Бибераха и Линдау.
По возвращении он получил место профессора прав в Страсбурге и снова мог приняться за свою работу, которую и окончил в 1554 году. В 1555 году она вышла в свет под заглавием «Commentariorum de statu religionis et reipublicae, Carolo V Caesare, libri XXVI» (лучшее издание Am Ende, Франкфурт, 1785—86; немецкий перевод — Галле, 1770—73). Этот труд до XVIII стол. считался главным источником истории Реформации и до сих пор очень ценится. Кроме того, Слейдан написал: «De quattuor summis imperiis» (Страсб., 1556; продолжено Schurzfleisch’eм до 1676 года) и «Summa doctrinae Platonis de republica et de legibus» (Страсб., 1548). Работа Слейдана отличалась беспристрастием и потому многим не понравилась; даже Меланхтон не в состояния был оценить её.
Он умер в Страсбурге в 1556 году бедняком. Его «Opuscula» издал Элиас Путшен (Ганновер, 1608), переписку — H. Baumgarten (Страсбург, 1881). (Ср. Paur, «John. Sieidanus' Kommentare über die Regierungszeit Karls V» (Лпц., 1843); Weltz, «Etude sur Sleidanus» (Страсб., 1862), Baumgarten, «Ueber Sleidanus' Leben und Briefwechse» (Страсб., 1878).